# Eleição municipal de Londrina em 2020
A eleição municipal na cidade de Londrina em 2020, que mudou de data após a PEC aprovada pelo Congresso, aconteceu em 15 de novembro, com o objetivo de eleger um prefeito, um vice-prefeito, e 19 vereadores responsáveis pela administração da cidade de 2021 até 2024.
A eleição foi decidida em primeiro turno e Marcelo Belinati (PP), atual prefeito da cidade, foi reeleito com mais de 175.000 votos e 68,66% dos votos válidos.

## Candidatos ao cargo de Prefeito de Londrina
Entre os candidatos à prefeitura estão:
| Prefeito(a)            | Prefeito(a) | Prefeito(a)  | Vice-prefeito(a)       | Vice-prefeito(a) | Vice-prefeito(a) | Coligação                                                                     | Número eleitoral | Cargo político anterior                       | Tempo de horário eleitoral |
| Candidato(a)           | Partido     | Partido      | Candidato(a)           | Partido          | Partido          | Coligação                                                                     | Número eleitoral | Cargo político anterior                       | Tempo de horário eleitoral |
| ---------------------- | ----------- | ------------ | ---------------------- | ---------------- | ---------------- | ----------------------------------------------------------------------------- | ---------------- | --------------------------------------------- | -------------------------- |
| Barbosa Neto           |             | PDT          | Inês Stadler           |                  | PDT              | Sem coligação                                                                 | 12               | Prefeito de Londrina (2009-2012)              |                            |
| Marcelo Belinati       |             | PP           | João Mendonça          |                  | PP               | Londrina por quem entende de Londrina (PP/PSDB/PTB/PL/Patriota/Solidariedade) | 11               | Prefeito de Londrina (2017-atualmente)        | 2:30                       |
| Carlos Scalassara      |             | PT           | Isabel Diniz           |                  | PT               | Sem coligação                                                                 | 13               | Advogado                                      | 1:05                       |
| Júnior Rosa            |             | Republicanos | Professora Vera Eunice |                  | PSL              | Londrina acima de tudo, Deus acima de todos (Republicanos/PSL/Avante)         | 10               |                                               | 1:43                       |
| Tiago Amaral           |             | PSB          | Felipe Prochet         |                  | PSD              | Londrina forte de novo (PSB/PSD/DEM/PSC)                                      | 40               | Deputado Estadual do Paraná (2015-atualmente) | 1:00                       |
| Boca Aberta            |             | PROS         | Boca Aberta Junior     |                  | PROS             | Sem coligação                                                                 | 90               | Deputado Federal do Paraná (2019-atualmente)  | 0:14                       |
| Marcio Stamm           |             | PODE         | Fernanda Viotto        |                  | PODE             | Estamos Juntos por Londrina (PODE/Cidadania)                                  | 19               | Empresário                                    | 0:36                       |
| Márcio Sanches         |             | PCdoB        | Osvaldo Lima           |                  | PCdoB            | Sem coligação                                                                 | 65               | sociólogo e Publicitário                      | 0:16                       |
| Delegado Águila Misuta |             | MDB          | Ciro Novaes            |                  | PMB              | Londrina no século XXI (MDB/PMB/DC/PMN)                                       | 15               | Advogado                                      |                            |
| Álvaro Loureiro        |             | PV           | Luciano Mendes         |                  | PV               | Sem coligação                                                                 | 43               | Empresário                                    | 0:09                       |

## Resultado da eleição para prefeito
| Número | Candidato                    | Candidato(a) a vice e partido | Coligação                                     | Total de votos | Porcentagem |
| ------ | ---------------------------- | ----------------------------- | --------------------------------------------- | -------------- | ----------- |
| 11     | Marcelo Belinati (PP)        | João Mendonça (PP)            | "Londrina por quem entende de Londrina"       | 175.331        | 68,66%      |
| 90     | Boca Aberta (PROS)           | Boca Aberta Junior            | PROS                                          | 18.558         | 7,27%       |
| 10     | Júnior Rosa (Republicanos)   | Professora Vera Eunice (PSL)  | "Londrina acima de tudo, Deus acima de todos" | 16.765         | 6,57%       |
| 19     | Marcio Stamm (Podemos)       | Fernanda Viotto (Podemos)     | "Estamos juntos por Londrina"                 | 13.601         | 5,33%       |
| 40     | Tiago Amaral (PSB)           | Felipe Prochet (PSD)          | Londrina forte de novo                        | 10.808         | 4,23%       |
| 12     | Barbosa Neto (PDT)           | Inês Stadler                  | PDT                                           | 6.974          | 2,73%       |
| 13     | Carlos Scalassara (PT)       | Isabel Diniz                  | PT                                            | 6.412          | 2,51%       |
| 15     | Delegado Águila Misuta (MDB) | Ciro Novaes (PMB)             | "Londrina no século XXI"                      | 4.940          | 1,93%       |
| 65     | Márcio Sanches (PCdoB)       | Osvaldo Lima                  | PCdoB                                         | 1.252          | 0,49%       |
| 43     | Álvaro Loureiro (PV)         | Luciano Mendes                | PV                                            | 705            | 0,28%       |

Notas
1. ↑  Inclui os partidos PP, PSDB, PTB, PL, Patriota e Solidariedade
2. ↑  Inclui os partidos Republicanos, PSL e Avante
3. ↑  Inclui os partidos Podemos e Cidadania
4. ↑  Inclui os partidos PSB, PSD, DEM e PSC
5. ↑  Inclui os partidos MDB, PMB, DC e PMN